# القويزاء (لودر)

تعديل مصدري - تعديل

القويزاء هي إحدى قرى عزلة زارة بمديرية لودر التابعة لمحافظة أبين، بلغ تعداد سكانها 173 نسمة حسب تعداد اليمن لعام 2004.